# ノートルダム・ファイティングアイリッシュ

ノートルダム・カラーのACCのロゴ

ノートルダム・ファイティングアイリッシュ（英: Notre Dame Fighting Irish）は、アメリカ合衆国のノートルダム大学のスポーツ競技チーム。NCAAディビジョンI所属。

## 競技チーム
| 男子スポーツ                            | 女子スポーツ     |
| --------------------------------------- | ---------------- |
| 野球                                    | バスケットボール |
| バスケットボール                        | クロスカントリー |
| クロスカントリー                        | ゴルフ           |
| フットボール                            | ラクロス         |
| ゴルフ                                  | ローイング       |
| アイスホッケー                          | サッカー         |
| ラクロス                                | ソフトボール     |
| サッカー                                | 水泳・飛込       |
| 水泳・飛込                              | テニス           |
| テニス                                  | 陸上†            |
| 陸上†                                   | バレーボール     |
| 男女混合スポーツ                        |                  |
| フェンシング                            |                  |
| †屋外競技チームと室内競技チームがある。 |                  |